# Camille Loiseau
Pour les articles homonymes, voir Loiseau.
Camille Loiseau, née le 13 février 1892 dans le 20e arrondissement de Paris et morte le 12 août 2006 à Villejuif, était la doyenne des Français du 26 mars 2005 au 12 août 2006. Elle était aussi la plus vieille Européenne à partir du 28 décembre 2005.

## Biographie
Camille Blanche Loiseau était comptable dans un magasin de chaussures[réf. nécessaire].
Elle a presque vécu jusqu'à l'âge de 114 ans et demi, connaissant trois siècles (1800 - 1900 - 2000).
Vedette de sa maison de retraite, cette femme coquette au fort caractère n'indiquait que peu avant sa mort « commencer à trouver le temps long ».